# Jacinto Rodríguez Munguía
Jacinto Rodríguez Munguía (Atltzayanca, Tlaxcala; 11 de septiembre de 1965) es un escritor, periodista e investigador mexicano, experto en archivos de espionaje e inteligencia en México.

## Biografía
Jacinto Rodríguez Munguía estudió la Licenciatura en Ciencias de la Comunicación en la Unidad Xochimilco de la UAM y el posgrado en Letras Iberoamericanas en la UNAM. Fue becario en la Universidad de Harvard y profesor visitante en el Mexican Center Research Associate de la Universidad de Texas, Austin.
El periodista es uno los fundadores de la Revista Milenio, así como Milenio Diario. Además, fue conductor durante tres años del Programa Zigma Periodistas en Ibero 90.9.
Es miembro del Colectivo de Análisis de la Seguridad con Democracia, y del Seminario sobre "Violencia y Paz" del Colegio de México.
También es fundador de la Revista emeequis.  
El escritor ha colaborado en diversos medios de comunicación como Milenio, Proceso, El País, Revista Emeequis, Newsweek, El Universal, Reforma, entre otros.
Jacinto,al ser reconocido por sus trabajos, ha sido acreedor a la beca Tinker Visiting Professor por la Universidad de Texas en Austin y Visiting Scholar en la Universidad de Harvard. 
Además, se convirtió en Coordinador de la Cátedra Miguel Ángel Granados Chapa de la UAM-C durante 2017-2018.
En el 2023 inició un proyecto periodístico junto con Ignacio Rodríguez Reyna y otros destacados periodistas, Fábrica de Periodismo, cuya finalidad es proporcionar a la ciudadanía información de calidad, mediante investigaciones de alto impacto y relevancia, fruto de un comprometido Periodismo de Investigación.

## Publicaciones en medios de comunicación nacionales e internacionales
Jacinto Rodríguez Munguía ha publicado en varios medios de comunicación nacionales e internacionales como:
- Enforque Suplemente/ Periódico Reforma
- Revista Milenio
- Milenio Diario
- Revista Proceso
- El Universal
- La Revista de El Universal
- Revista Gatopardo
- Emeequis
- El Núcleo del Sol de México
- Aristegui Noticias
- Mexicanos Contra la Corrupción y la Impunidad
- El País
- Newsweek
- New York Times

## Conferencias Internacionales
- Perú: Encuentro internacional sobre periodismo de investigación. Junio del 2006.
- Uruguay: Encuentro internacional sobre transparencia y libertad de expresión. Septiembre del 2007.
- México: III Encuentro internacional de periodismo. Las nuevas formas del periodismo (Feria Internacional del Libro, Guadalajara).
- Venezuela: Transparencia y periodismo de investigación. Septiembre del 2008.
- Colombia: II Conferencia sobre estrategias de apoyo a los periodistas de Colombia. Organizado por la FNPI y la Fundación Antonio Nariño. Octubre del 2008.
- Guatemala: Archivos históricos y democracia. Organizado por Sedem. Octubre del 2008.
- Austin, Texas: Prensa y poder en México. De la Tiranía Invisible a la Dictadura perfecta. Marzo de 2009.
- Colombia: La Vigilancia del poder. Autores y editores del periodismo en América Latina. Fundación para el Nuevo periodismo Iberoamericano. Agosto de 2009.
- Brasil: The Global Investigative Journalism Conference. 2013.

## Investigaciones nacionales e internacionales
El periodista Jacinto Rodríguez participó en la asesoría de investigaciones nacionales e internacionales, resaltando principalmente en el tema de movimiento y masacre estudiantil en Tlatelolco de 1968.
- México '68. A Movement a Masacre and the 40-year search for the Trust. The National Public Radio.
- Memorial del 68, asesor sinior para el Centro Cultural Universitario Tlatelolco por el 50 aniversario del movimiento estudiantil de 1968.
- De Tlatelolco a Ayotzinapa, Televisión Pública de Holanda en 2017.
- Lecciones del 68. ¿Por qué no se olvida el 2 de octubre? Museo Memoria y Tolerancia. Septiembre-diciembre 2015.

## Obras escritas
- Las nóminas secretas de gobernación. Una investigación sobre los aparatos de inteligencia en los años de Guerra Sucia en México, 2005
- La otra guerra secreta: los archivos prohibidos de la prensa y el poder, 2007
- 1968: Todos los culpables, 2009
- La conspiración del 68. Los intelectuales y el poder: así se fraguó la matanza, 2018

En coautoría
- Indicadores para un Periodismo de Calidad, patrocinado por la Organización de Estados Americanos (OEA) y la Fundación Prensa y Democracia.
- Los años que Fuimos. Los orígenes de la lucha social en Puebla, 2006 ; con el novelista Fritz Glokner